# Ptolemy Reid
Ptolemy Reid (Dartmouth, Essequibo, 8 de Maio de 1912 - 2 de Setembro de 2003) foi um político guianense. Ptolemy estudou no Instituto Tuskegee, Alabama, Estados Unidos, onde se tornou veterinário. Foi até a Grã-Bretanha, onde entrou para Universidade de Cirurgiões Veterinários. Em 1958 voltou a Guiana, como veterinário formado. Em 1960 entro no Partido do Congresso Nacional do Povo. Reid serviu como Primeiro Ministro, Deputado e Secretário Geral do Partido do Congresso Nacional do Povo. Reid passou por vários cargos de vários ministérios importantes, como o de Assuntos Exteriores, Finanças e Agricultura Nacional. Quando a Constituição de 1980 pôs Forbes Burnham como Presidente, Reid assumiu como Primeiro Ministro. Depois de sua saída do governo, Reid passou a viver uma vida reservada. Reid estabeleceu um centro de terapia para crianças com paralisia cerebral e deficiências físicas.